# 고시키정
고시키정(五色町)은 효고현 서해안 중앙부에 존재했던 정으로, 구 쓰나군에 속했다.
2006년 2월 11일 스모토시와 대등하게 합병되어 새로운 스모토시의 일부가 되었기 때문에 소멸되었다.스모토시와의 합병 후, 고시키초의 마을 구역은 '스모토시 고시키초 ○○'라는 주소 표기를 사용하고 있다.
목차

## 
2004년 스모토시와의 합병 협의를 진행하여 '스모토고시키시'라는 명칭으로 2005년 1분기 합병 실현을 목표로 하고 있었으나, 합병 시기 결정에 난항을 겪으면서 일단 백지상태가 되었다.
약 6개월간의 휴지기를 거쳐 이후 협의가 재개되었다. 그러나 2005년 3월 말의 합병특례법 적용 시한을 앞둔 같은 해 3월 9일, 고시키초 의회에서 합병 관련 안건이 부결되었다. 이로 인해 동법 적용이 위태로워지자 기한 직전인 3월 29일 임시 의회를 열어 찬성 다수로 안건을 통과시켰다. 합병 신청에 이르렀지만, 한편으로 시장이 시정 혼란을 초래했다며 사표를 제출했다.
이런 과정을 거쳐 2006년 2월 11일 스모토시와 대등합병해. 당초에는 구 시마치라는 명칭을 사용하지 않겠다고 했지만, 결국 '스모토'라는 이름으로 합병하였다.

## 역사
- 1956년 9월 30일 - 쓰나군 쓰시정, 아이하라촌, 도리카리촌, 히로이시촌, 사카이촌이 합병해 성립하였다.
- 2006년 2월 11일 - 스모토시와 합병해, 새로운 스모토시가 성립하였다. 동일 고시키정은 폐지되었다.

## 교통

### 도로
- 효고현도 제31호선
- 효고현도 제46호선
- 효고현도 제66호선
- 효고현도 제231호선
- 효고현도 제465호선
- 효고현도 제466호선
- 효고현도 제470호선
- 효고현도 제471호선
- 효고현도 제472호선